# Veteöl

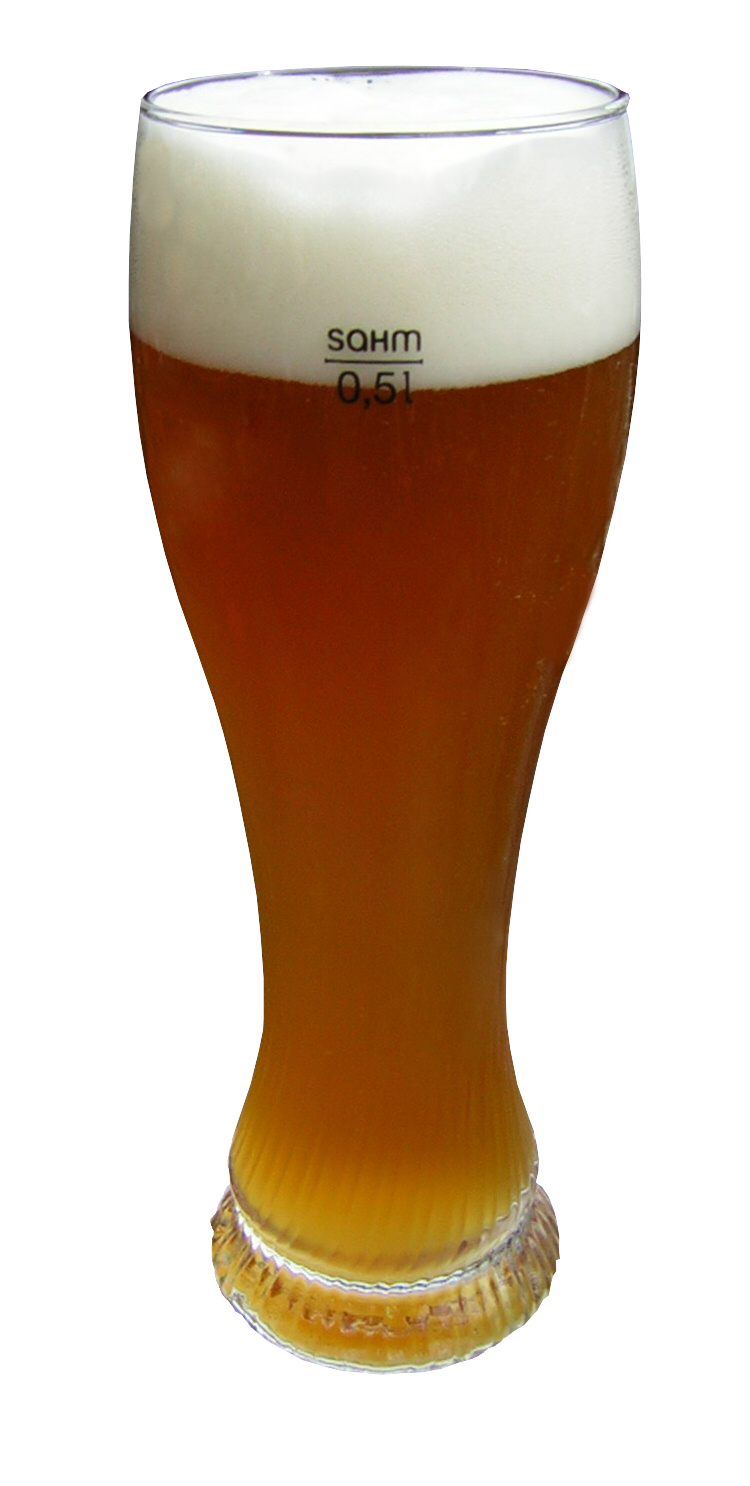
Weissbier

Veteöl eller Weißbier ('vitöl') är överjäst öl där man inte bara använder malt från sädesslaget korn, utan även en viss del vetemalt. I södra Tyskland är andelen vetemalt ofta högre (uppemot 50 procent), och ölet går då ofta under benämningen Weizenbier ('veteöl'). Vanliga typer av veteöl är Weissbier och witbier. Utöver dessa finns även sura varianter som lambic, Berliner Weisse och gose.

## Variationer
Vetet ger en mildare, friskare ton med låg humlebeska, och ölet får en smak som istället domineras av jästens olika fruktiga aromer. Ölet serveras ofta i höga glas för att kunna hantera den kraftiga skumbildningen som vetemalten orsakar.

### Weissbier
I Tyskland skiljer man på "mit Hefe" (med jästfällning) och "kristall[klar]" där jästfällningen filtrerats bort. Även mörkt veteöl förekommer, då nästan uteslutande "mit Hefe".

### Witbier
Veteöl görs även i Belgien. Det kanske mest kända belgiska veteölet är Hoegaarden. Medan tyskarna sedan tidigt 1500-tal har lytt under Reinheitsgebot och bara fått krydda sitt öl med humle, har belgarna utvecklat ölkryddning till en konst. I belgisk veteöl används omältat vete (vilket inte har varit tillåtet i Tyskland) och kryddor som koriander och pomerans. I Belgien går veteöl under benämningen witbier eller bière blanche (nederländska respektive franska för vitöl).

### Amerikanskt veteöl
Det finns även amerikanska veteölsorter. Dessa skiljer sig från både tyska och belgiska veteöl då de inte använder samma typ av jäst. Amerikanska veteöl saknar den typiska syrligheten och nejlikotonerna i de tyska veteölen, och är heller inte kryddade som belgiska veteöl.

## Exempel på varumärken
- Erdinger Weißbier
- Franziskaner Weißbier
- Paulaner Weißbier
- Hoegaarden
- Schneider Weisse
- Berliner Weiße
- Weihenstephaner
- Beloe Zolota
- Left Hand Brewing Company

## Källhänvisningar
1. 1 2  Nordlöv, Hans: öl i Nationalencyklopedins nätupplaga. Läst 1 september 2015.